# Hortipes hormigricola
Hortipes hormigricola là một loài nhện trong họ Corinnidae.
Loài này thuộc chi Hortipes. Hortipes hormigricola được miêu tả năm 2000 bởi Bosselaers & Rudy Jocqué.